# Обаррио, Аналия

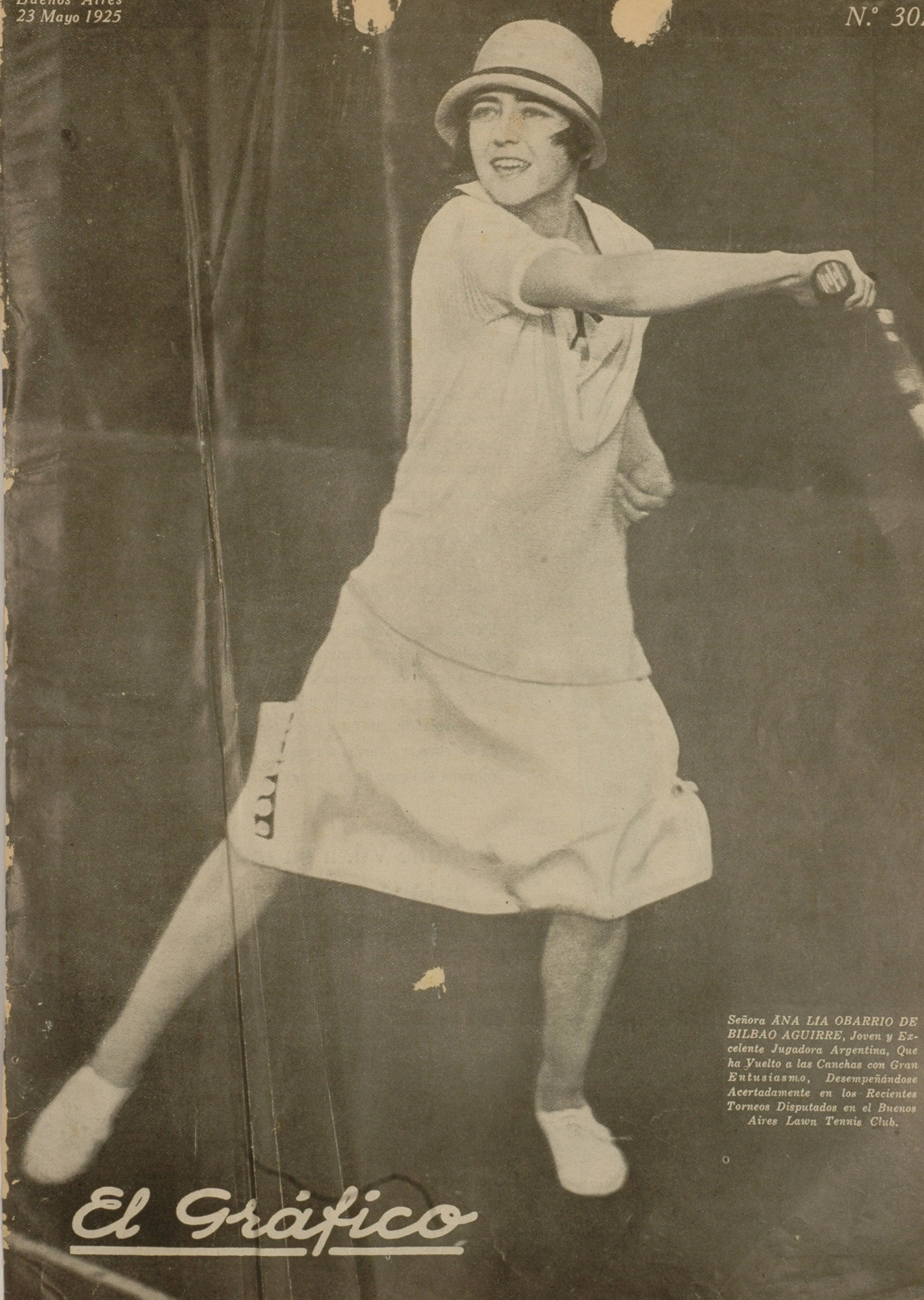
Аналия Обаррио на обложке журнала «El Grafico» от 23 мая 1925 года. Подпись гласит: «Г-жа Ана Лия Обарио из Бильбао Агирре, молодая и превосходная аргентинская теннисистка, вернувшаяся на корты с большим энтузиазмом и хорошо выступившая на недавних турнирах, проведенных в Буэнос-Айресе по теннису».

Аналия Обаррио (исп. Analía Obarrio, также Ана Лия Обаррио исп. Ana Lía Obarrio, 17 августа 1902 — неизвестно или 28 августа 1992) — выдающаяся аргентинская теннисистка, одна из лучших на начальном этапе женского тенниса в Аргентине. В 1929 году, когда Аргентинская ассоциация лаун-тенниса установила официальный рейтинг страны как в мужском, так и в женском теннисе, Аналия Обаррио стала первым официальным номером один в Аргентине. О её стиле говорили, что она словно танцевала на поле.
Она выиграла, среди других турниров, чемпионат Рио-де-ла-Плата в 1920, 1925, 1927, 1929, 1930 и 1931 годах.

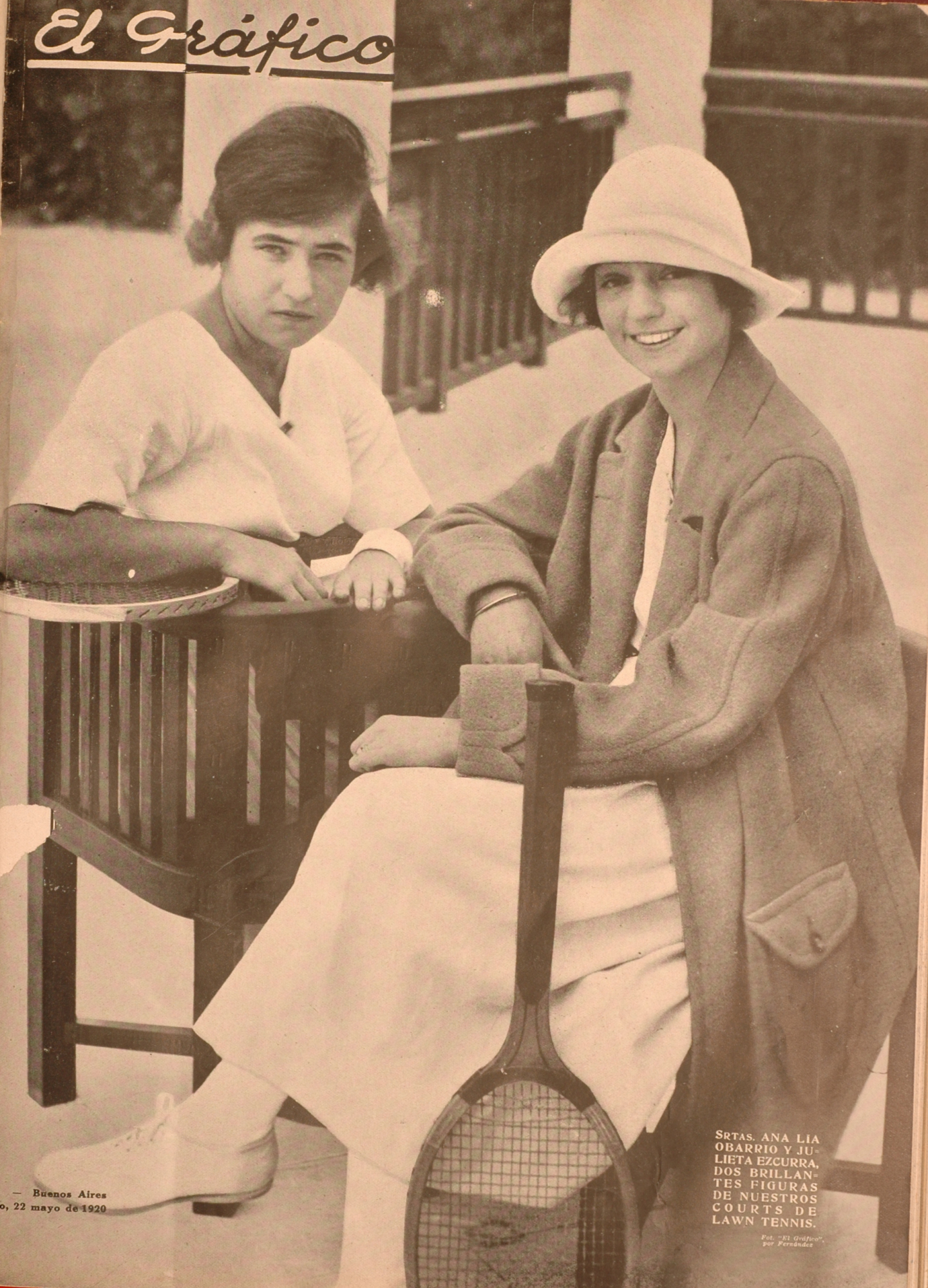
Обложка "El Grafico" от 22 мая 1920 года вместе с Джульетой Эскурра.
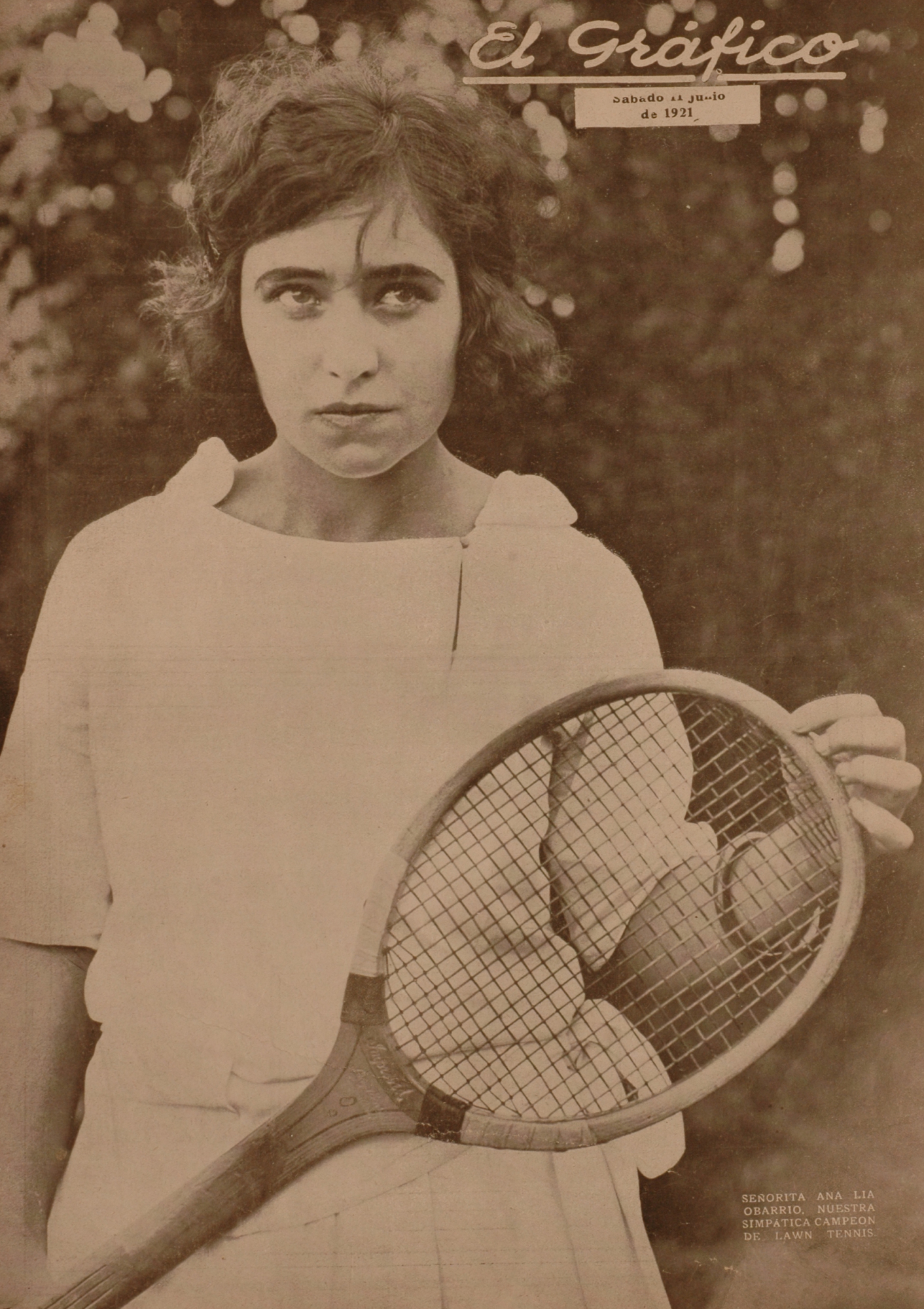
Обложка "El Grafico" от 11 июня 1921 года.
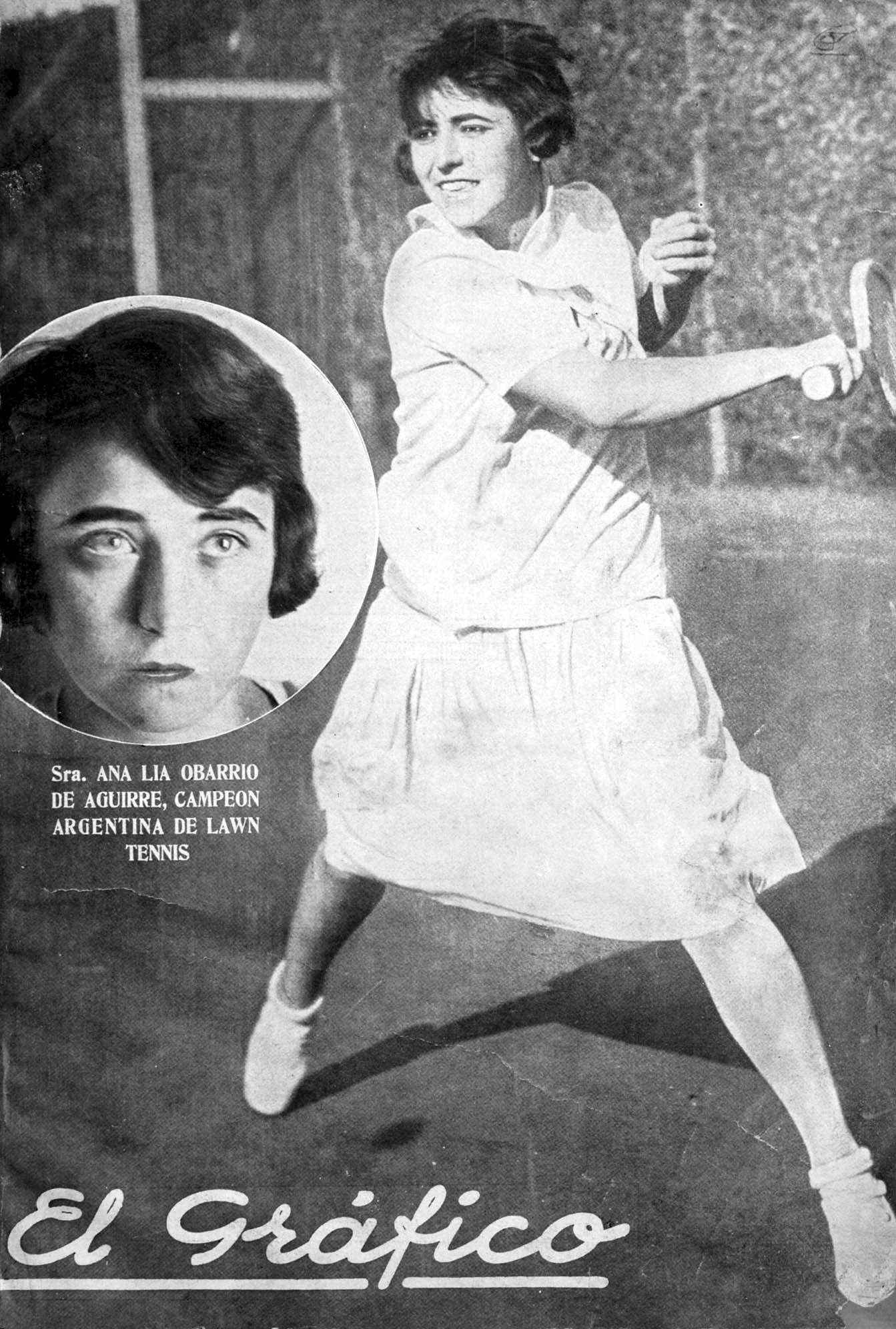
Обложка "El Grafico" от 21 мая 1927 года.
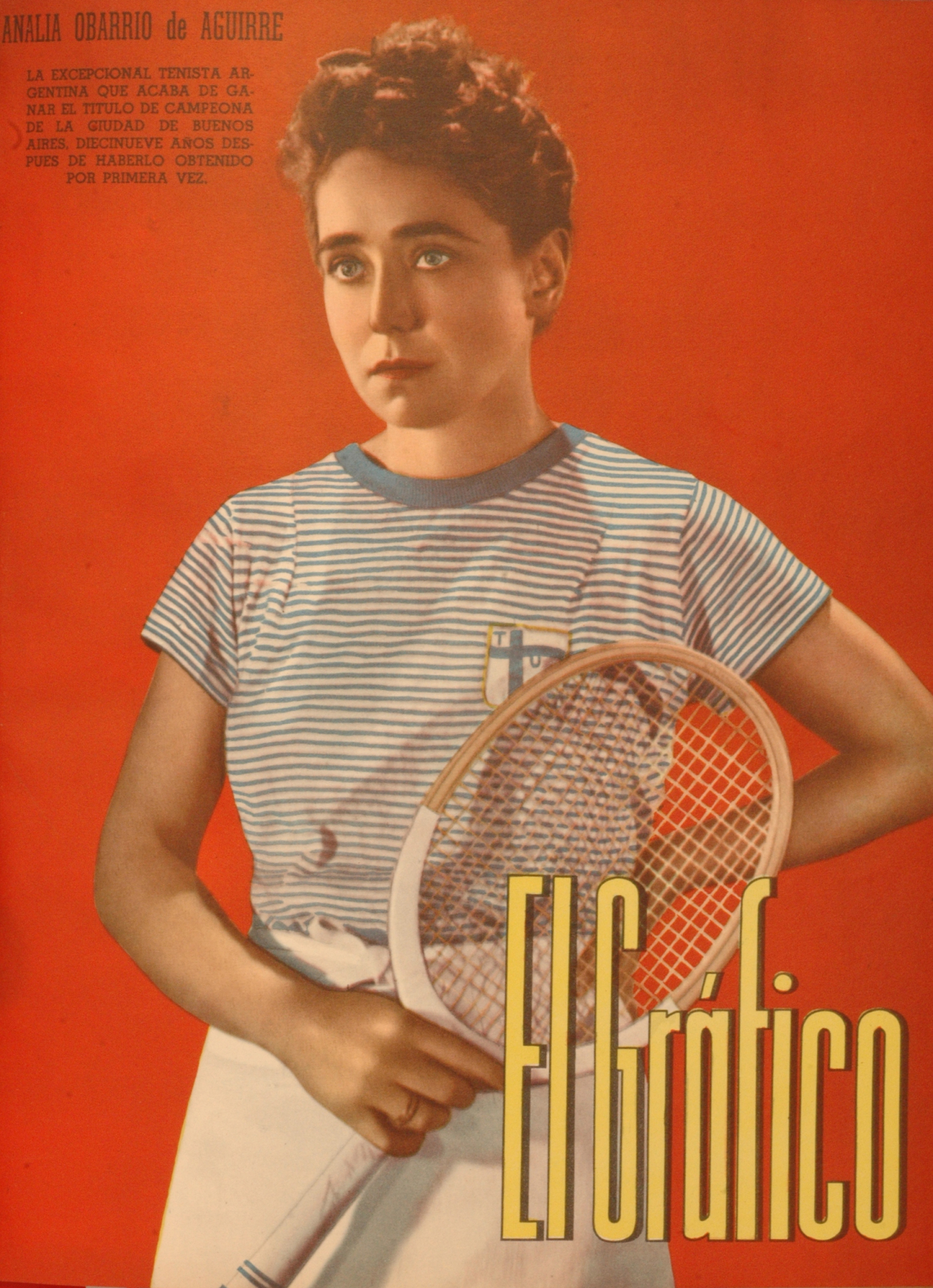
Обложка "El Grafico" от 10 ноября 1939 года.